# Travancore
Vương quốc Travancore (/ˈtrævənkɔːr/), còn được gọi là Vương quốc Thiruvithamkoor, là một nhà nước quân chủ ở Tiểu lục địa Ấn Độ tồn tại từ năm 1729 cho đến năm 1949. Nó được cai trị bởi Hoàng gia Travancore từ Padmanabhapuram, và sau đó là Thiruvananthapuram. Ở thời kỳ đỉnh cao, vương quốc bao phủ hầu hết các phần phía Nam ngày nay của bang Kerala (Idukki, Kottayam, Alappuzha, Pathanamthitta, Kollam và Thiruvananthapuram, và một số phần của Ernakulam) và phần cực Nam của bang Tamil Nadu ngày nay (Kanyakumari và một số vùng của Tenkasi) với khu Đền Koodalmanikyam Irinjalakuda của Thachudaya Kaimal ở Vương quốc Cochin lân cận. Tuy nhiên, khu vực Tangasseri của thành phố Kollam và Anchuthengu gần Attingal thuộc Huyện Thiruvananthapuram, đó là thuộc địa của Anh, là một phần của Malabar cho đến ngày 30/06/1927, và Tirunelveli từ ngày 01/07/1927 trở đi. Travancore hợp nhất với Nhà nước Cochin trước khi thành lập Travancore-Cochin vào năm 1950. Theo Đạo luật Tổ chức lại các Bang, 1956 được Chính phủ Ấn Độ thông qua, 5 Taluk nói tiếng Tamil: Vilavancode, Kalkulam, Thovalai, Agastheeswaram, và Sengottai được chuyển từ Travancore-Cochin sang Bang Madras. Các vùng nói tiếng Malayalam cùng Travancore-Cochin đã hợp nhất với huyện Malabar (ngoại trừ quần đảo Laccadive & Minicoy) và Kasaragod Taluk thuộc huyện Nam Canara ở Bang Madras để tạo thành Malayalam hiện đại của bang Kerala vào ngày 01/11/1956.
Quốc kỳ chính thức của Travancore có nền màu đỏ với một vỏ ốc xà cừ bằng bạc của loài Ốc cối vàng chanh (Turbinella pyrum) cuộn xoắn nhiều cạnh ở chính giữa. Quốc huy có hình hai con voi đứng bên trái và bên phải với vỏ ốc xà cừ (Turibinella pyrum) ở trung tâm. Ruy băng (trắng) với chữ Devanagari màu đen. Travancore được giới hạn bởi Vương quốc Cochin và huyện Coimbatore của Tỉnh Madras ở phía Bắc, các huyện Madurai và Tirunelveli của vùng Pandya Nadu, Tỉnh Madras ở phía Đông, Ấn Độ Dương ở phía Nam và Biển Ả Rập ở phía Tây. Theo Điều tra dân số năm 1911 của Ấn Độ, Travancore được chia thành 5 khu vực, Padmanabhapuram, Devikulam, Trivandrum, Quilon, Kottayam và Devikulam, trong đó 2 khu vực đầu tiên chủ yếu nói tiếng Tamil.
Vua Marthanda Varma kế thừa nhà nước phong kiến nhỏ bé Venad vào năm 1723 và xây dựng nó thành Travancore, một trong những vương quốc hùng mạnh nhất ở miền Nam Ấn Độ. Marthanda Varma lãnh đạo lực lượng Travancore trong Chiến tranh Travancore-Hà Lan 1739–1746, mà đỉnh điểm là Trận Colachel. Việc Travancore đánh bại người Hà Lan được coi là ví dụ sớm nhất về một sức mạnh có tổ chức từ châu Á đã vượt qua công nghệ và chiến thuật quân sự của châu Âu. Marthanda Varma tiếp tục chinh phục hầu hết các nhà cai trị bản địa nhỏ xung quanh. Travancore trở thành nhà nước thống trị ở Kerala khi đánh bại Zamorin hùng mạnh của Kozhikode trong trận chiến Purakkad năm 1755.
Vào đầu thế kỷ XIX, Travancore trở thành một phiên vương quốc của Đế quốc Anh. Chính phủ Travancore đã thực hiện nhiều bước tiến bộ trên mặt trận kinh tế - xã hội và dưới thời trị vì của Maharajah Sri Chithira Thirunal Balarama Varma, Travancore đã trở thành một phiên quốc hiện đại thịnh vượng ở Ấn Độ thuộc Anh, với những thành tựu nổi tiếng trong giáo dục, hành chính chính trị, công cộng và cải cách xã hội. Vào năm 1903–1904, tổng doanh thu của bang là 1,1,02,01,900 Rs.

### Citations
1. 1 2  “Table 1 - Area, houses and population”. 1941 Census of India. Government of India. Bản gốc lưu trữ ngày 14 tháng 11 năm 2013. Truy cập ngày 29 tháng 3 năm 2014.
2. ↑  British Archives http://discovery.nationalarchives.gov.uk/details/rd/d3e53001-d49e-4d4d-bcb2-9f8daaffe2e0 Lưu trữ ngày 14 tháng 1 năm 2017 tại Wayback Machine
3. ↑  Boag, GT (1933). The Madras Presidency (1881-1931) (PDF). Madras: Government of Madras. tr. 9.
4. ↑  Logan, William (2010). Malabar Manual (Volume-I). New Delhi: Asian Educational Services. tr. 631–666. ISBN 9788120604476.
5. 1 2  “The States Reorganisation Act, 1956” (PDF). legislative.gov.in. Government of India.
6. 1 2  Iyer, A. Subrahmanya (1912). Census of India, 1911, Volume XXIII, TRAVANCORE, Part-I, Report (PDF). Trivandrum: Government of Travancore. tr. 19–22.
7. ↑  Sanjeev Sanyal (10 tháng 8 năm 2016). The Ocean of Churn: How the Indian Ocean Shaped Human History. Penguin Books Limited. tr. 183–. ISBN 978-93-86057-61-7.
8. ↑  Shungoony Menon, P. (1878). A History of Travancore from the Earliest Times (pdf) (bằng tiếng Anh). Madras: Higgin Botham & Co. tr. 162–164. Truy cập ngày 5 tháng 5 năm 2016.
9. ↑  "Travancore." Encyclopædia Britannica. Encyclopædia Britannica Online. Encyclopædia Britannica Inc., 2011. Web. 11 November 2011.
10. ↑  Chandra Mallampalli, Christians and Public Life in Colonial South India, 1863–1937: Contending with Marginality, RoutledgeCurzon, 2004, p. 30
11. ↑  https://dsal.uchicago.edu/reference/gazetteer/pager.html?objectid=DS405.1.I34_V24_023.gif

### Báo cáo điều tra dân số
- 1871 Travancore Census Report (PDF). Trivandrum: Government of Travancore. 1874.
- Report on the Census of Travancore (1881) (PDF). Trivandrum: Government of India. 1884.
- Report on the Census of Travancore (1891) (PDF). Trivandrum: Government of India. 1894.
- Iyer, N. Subrahmanya (1903). Census of India-1901, Volume-XXVI, Travancore (Part-I). Trivandrum: Government of Travancore.
- Iyer, N. Subramhanya (1912). Census of India - 1911, Volume-XXIII, Travancore (Part-I) (PDF). Trivandrum: Government of Travancore.
- Iyer, S. Krishnamoorthi (1922). Census of India, 1921, Volume-XXV, Travancore. Trivandrum: Government of Travancore.
- Census of India, 1931, VOLUME XXVIII, Travancore, Part-I Report (PDF). Trivandrum: Government of Travancore. 1932.
- Travancore, Part I, Vol-XXV (1941) (PDF). Trivandrum: Government of Travancore. 1942.